# Corydalis oppositifolia
Corydalis oppositifolia là một loài thực vật có hoa trong họ Anh túc. Loài này được DC. mô tả khoa học đầu tiên năm 1821.